# Violette Szabo
Violette Szabo, född den 26 juni 1921 i Paris, död omkring den 5 februari 1945 i Ravensbrück, var en fransk-brittisk motståndskämpe och hemlig agent under andra världskriget.

## Biografi
Den brittiska underrättelsetjänsten Special Operations Executive (SOE) inrättades 1940 för att med hjälp av agenter utföra uppdrag i det ockuperade Europa. Szabo upptogs i SOE 1943 och fick grundlig träning i bland annat fallskärmshoppning, närkamp med och utan vapen samt kryptografi. Hennes första uppdrag bestod i att inför Dagen D 1944 leda en grupp som i Frankrike saboterade vägar och broförbindelser. Hon återvände till Storbritannien och for åter till Frankrike för att den 7 juni 1944, dagen efter de allierades landstigning i Normandie, koordinera de lokala maquisarderna i Limoges, där man saboterade de tyska kommunikationslinjerna.
Vid en tysk vägspärr i närheten av Limoges stoppades den bil, i vilken Szabo färdades. En skottväxling ägde rum och Szabos kolleger inom motståndsrörelsen kunde fly, medan Szabo själv greps. Hon fördes till Sicherheitsdiensts kontor i Limoges, där hon förhördes och torterades under fyra dygn. Därefter fördes hon till fängelset i Fresnes i Val-de-Marne. Hon förhördes av Gestapo under flera veckor utan att röja någonting. I augusti 1944 deporterades Szabo till koncentrationslägret Ravensbrück, där hon tvingades till hårt arbete och svältkost. Omkring den 5 februari 1945 avrättades hon med nackskott.
Violette Szabo förärades postumt med Georgskorset och Croix de Guerre.